# Copa da Liga Escocesa 1982–83
A Copa da Liga Escocesa de 1982-83 foi a 37º edição do segundo mais importante torneio eliminatório do futebol da Escócia. O campeão foi o Celtic F.C., que conquistou seu 9º título na história da competição ao vencer a final contra o Rangers F.C., pelo placar de 2 a 1.

## Premiação
| Copa da Liga Escocesa de 1982-83 |
| Escócia                          |
| -------------------------------- |
| Celtic F.C. Campeão (9º título)  |